# ایستاده در غبار
ایستاده در غبار فیلمی به کارگردانی و نویسندگی محمدحسین مهدویان و تهیه‌کنندگی حبیب‌الله والی‌نژاد محصول سال ۱۳۹۴ سازمان هنری رسانه‌ای اوج است.
این فیلم برای حضور در بخش نگاه نو سی و چهارمین دوره جشنواره فیلم فجر انتخاب شد. ایستاده در غبار سیمرغ بلورین بهترین فیلم جشنواره فیلم فجر ۱۳۹۴ را از آن خود کرد.
فیلم ایستاده در غبار در ژانر مستند درام و جنگی تولید و در تاریخ ۱۹ خرداد ۱۳۹۵ در سینماهای ایران اکران شده است.
نسخه سریالی ایستاده در غبار که برگرفته از نسخه سینمایی این فیلم است در تیر ماه ۱۳۹۶ در شش قسمت از شبکه یک سیما پخش شد.

## خلاصه داستان
احمد متوسلیان که دوران نوجوانی‌اش را در سکوت گذرانده و اکنون بزرگتر شده، فرمانده لشکری می‌شود که باید در دروازه‌های خرمشهر با دشمن بجنگند. اما سرنوشت او فرسنگ‌ها دورتر از مرزهای ایران رقم می‌خورد. این فیلم دربارهٔ زندگی احمد متوسلیان است.

## بازیگران
| بازیگر         | نقش             |
| -------------- | --------------- |
| هادی حجازی‌فر   | احمد متوسلیان   |
| امیرحسین هاشمی | مجتبی عسگری     |
| سوده ازقندی    | مریم کاتبی      |
| فرهاد فداکار   | محمدابراهیم همت |
| جواد تمدنی     | محمدباقر شیبانی |
| عماد محمدی     | حسین همدانی     |
| حامد شیخی      | محسن رضایی      |
| ابراهیم امینی  | محسن وزوایی     |

## جوایز

### سی و چهارمین دوره جشنواره فیلم فجر
- بخش سودای سیمرغ

| قسمت                                           | نامزد             | نتیجه    | جایزه                         |
| ---------------------------------------------- | ----------------- | -------- | ----------------------------- |
| بهترین فیلم                                    | حبیب‌الله والی‌نژاد | برنده    | سیمرغ بلورین                  |
| بهترین کارگردانی                               | محمدحسین مهدویان  | نامزدشده |                               |
| بهترین فیلمنامه                                | محمدحسین مهدویان  | نامزدشده |                               |
| بهترین تدوین                                   | سجاد پهلوان زاده  | نامزدشده |                               |
| بهترین جلوه‌های ویژه میدانی و جلوه‌های ویژه بصری | ایمان کرمیان      | برنده    | سیمرغ بلورین (جلوه‌های میدانی) |
| بهترین صدا                                     | مهرشاد ملکوتی     | نامزدشده |                               |
| بهترین چهره پردازی                             | شهرام خلج         | نامزدشده |                               |
| بهترین طراحی صحنه و لباس                       | محمد رضا شجاعی    | برنده    | سیمرغ بلورین                  |
| بهترین فیلم از نگاه تماشاگران                  | محمدحسین مهدویان  | نامزدشده | چهارمین فیلم(۳٫۱۳/۴)          |

- بخش نگاه نو

| قسمت             | نامزد             | نتیجه    | جایزه                  |
| ---------------- | ----------------- | -------- | ---------------------- |
| بهترین فیلم      | حبیب‌الله والی‌نژاد | نامزدشده |                        |
| بهترین کارگردانی | محمدحسین مهدویان  | نامزدشده | جایزه ویژه هیئت داوران |

## یادداشت
1. ↑  به ترتیب تیتراژ
2. ↑  نوشته شده در تیتراژ